# Diabolo

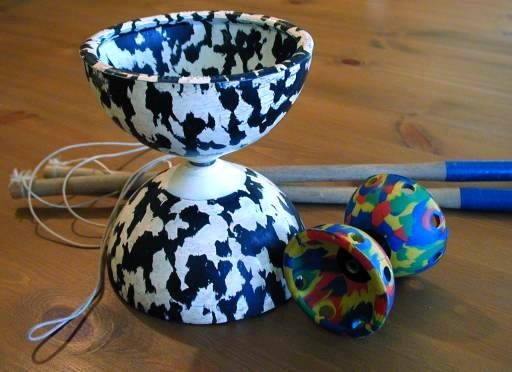
Diabolo grande e piccolo e relative bacchette

Il diabolo (dal francese diabolo, derivante dal termine diabolique, ovvero "diabolico") è un articolo da giocoleria a forma di clessidra orizzontale, di origine cinese. Il diabolo è appoggiato su un cordino (circa 1mm di diametro e 1m di lunghezza) nel punto centrale, quello più sottile, chiamato asse, che può essere fatta di diversi materiali; il cordino è legato all'estremità di due bacchette. Si tiene una bacchetta per mano (dall'estremità senza cordino) e muovendole adeguatamente si ottiene la rotazione del diabolo. Si possono quindi fare diversi giochi, per esempio aprendo le braccia il cordino viene teso facendo saltare il diabolo. Grazie all'effetto giroscopico il diabolo mantiene l'asse di rotazione direzionalmente stabile.
Esistono vari tipi di diabolo, di diversi materiali, grandezze e forme. In particolare, ogni caratteristica è funzionale ad un obiettivo: un diabolo più pesante manterrà il movimento di rotazione più a lungo di uno leggero, ma sarà più lungo il tempo che occorrerà a caricarlo e sarà più difficile farlo arrivare ad altezze considerevoli; un diabolo di gomma sarà più resistente agli urti, quindi più adatto per i salti, nel caso il diabolo cada a terra, mentre appositi diabolo di metallo possono essere infuocati per creare maggiore spettacolarità.

## Storia

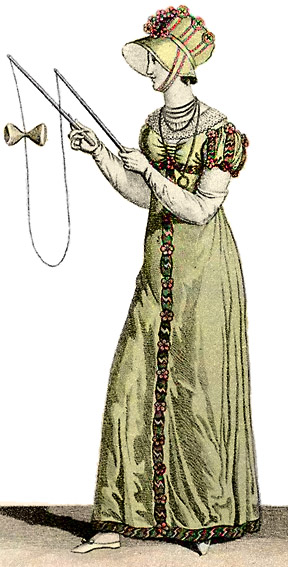
Un'illustrazione del 1812 di una donna con un diabolo

Il diabolo moderno è l'evoluzione dell'antico yo-yo cinese (doukongzhu) risalente al XII secolo. Quest'ultimo aveva una parte centrale più fine e lunga, culminante alle due estremità in due dischi. Nel diabolo occidentale la parte centrale è diventata molto più corta e da questa partono due ruote a forma di cono o, più recentemente, a forma di mezza sfera.
Il diabolo era il gioco preferito di James Clerk Maxwell, che diceva essere abbastanza bravo nel praticarlo.

### Diffusione in Occidente
La prima menzione conosciuta di un diabolo nel mondo occidentale fu fatta da un missionario, padre Amiot, a Pechino nel 1792 durante l'ambasciatore di Lord Macartney, dopo di che furono portati esemplari in Europa, così come lo sheng (eventualmente adattato all'armonica e alla fisarmonica). Amiot lo descrisse come segue: 
È costituito da due cilindri cavi di metallo, legno o bambù, uniti al centro da una traversa. Ciascuno dei cilindri è bucato da un foro in direzioni opposte. La fune si avvolge attorno alla traversa. Tenendo questo sonaglio in aria, e muovendolo con velocità, si stabilisce una rapida corrente d'aria in ciascuna delle porzioni del cilindro, e si sente un russare, simile a quello prodotto dalla trottola tedesca.
Il diabolo faceva parte di una presentazione della cultura cinese curata dallo stenografo Jean-Baptiste Joseph Breton nel 1811-2 (La Chine en miniature). La popolarità del giocattolo aumentò e diminuì nel corso del XIX secolo. Nel 1812 il diabolo “era di gran moda”; poi "godette di una moda effimera" finché "cadde definitivamente in discredito" qualche tempo prima del 1861. Alcuni considerano il giocattolo pericoloso; sono stati dichiarati feriti e morti di giocatori e astanti; e il prefetto di polizia Louis Lépine per un certo periodo bandì il gioco nelle strade di Parigi.
Il nome "diabolo" fu coniato dall'ingegnere belga Gustave Philippart, che sviluppò il moderno diabolo all'inizio del XX secolo, sebbene il merito sia stato dato anche a Charles Burgess Fry (The Outdoor Magazine nel 1906) o Fry e Philippart. L'ODE dà l'origine del termine dal latino ecclesiastico diabolus (diavolo) attraverso l'italiano, riflettendo il nome più antico, "Il diavolo su due bastoni".
Todd Strong fa derivare il nome dal greco dia bolo, che significa più o meno 'lanciare attraverso': "In greco, il termine 'diaballo', significa lanciare attraverso. Deriva da una combinazione di 'dia' che significa 'attraverso' (come nel diametro di un cerchio, ossia la linea che lo attraversa), e 'bolla' o originariamente 'ballo' che significa lanciare..." Tuttavia l'intenzione di Philippart è chiara nel suo brevetto del 1905, dove lo riporta il nome francese alternativo Diable, "Diavolo". Il termine "loriot" fu usato anche in Inghilterra all'inizio del XX secolo, così come "palla a razzo". Talvolta si vede ancora il nome precedente "Il diavolo su due bastoni", anche se oggigiorno si riferisce più spesso a un altro giocattolo di abilità circense, il devil sticks: "Col tempo 'diabolo' è stato mantenuto per la versione rotante del giocattolo a bastoncino cinese mentre la versione che colpisce del giocattolo a bastoncino è stata resa in inglese come Devil Stick."
Philippart affermò che Diabolo era una sua invenzione. In realtà, aveva migliorato un giocattolo napoleonico, che a sua volta aveva avuto origine molto tempo fa in Cina." Tuttavia, Charles Parker acquisì la licenza statunitense per il termine diabolo nel 1906, e la moda del giocattolo durò fino al 1910 (caricature di personaggi pubblici con il giocattolo arrivarono ai giornali), quando fu gravemente influenzato da un eccesso di versioni fuori marca invendute di scarsa qualità (i costi variavano da uno a otto dollari). Il giocattolo fu addirittura rimosso dal catalogo Parker Brothers, un evento raro (anche la sua restituzione dopo due anni nel 1929 fallì).
Un precedente episodio della moda, a Parigi, è menzionato su Nature nel 1893. I fratelli Wright si innamorarono del giocattolo durante una pausa in un viaggio in Francia che avevano fatto per commercializzare il loro aereo Wright Flyer III.

La temporanea caduta in disgrazia del diabolo è stata commentata dal narratore di Alla ricerca del tempo perduto di Marcel Proust: 
Una mattina... stavo facendo una breve passeggiata con Albertine, che avevo trovato sulla spiaggia mentre lanciava e riprendeva all'estremità di una corda uno strano oggetto che le dava l'aspetto dell'Idolatria di Giotto; si chiamava, guarda caso, "diabolo", ed è ormai così caduto in disuso che, quando si imbatteranno nell'immagine di una ragazza che gioca con uno di essi, i commentatori delle generazioni future ne discuteranno solennemente, come potrebbe essere di fronte delle figure allegoriche della Cappella dell'Arena, cosa ella tiene in mano.

## Design
Un diabolo è descritto come "un rocchetto a doppio cono che [viene] fatto roteare, lanciato e afferrato con un filo assicurato da due bacchette, una tenuta in ciascuna mano," e, più in generale, come "un oggetto che può essere sospeso a una corda tesa da due bastoni tenuti in mano". Lo yo-yo cinese, spesso considerato un tipo di diabolo, è stato descritto come "un corto bastone rotondo di legno con due dischi rotondi, spessi 1,5 cm con uno spazio tra loro, attaccati su entrambe le estremità del bastone... Girerà su una corda, ciascuna estremità legata a un bastone sottile," e come "due dischi cavi di legno leggero, con aperture ai lati, uniti da un piolo che si assottiglia verso il centro".
Come per lo yo-yo, il design del diabolo è cambiato nel corso della storia e in tutto il mondo. I diabolo cinesi erano fatti di bambù. I diabolo di legno erano comuni in epoca vittoriana in Gran Bretagna. I diabolo in gomma furono brevettati per la prima volta da Gustave Philippart nel 1905. Alla fine del XX secolo fu utilizzato per la prima volta un materiale plastico gommato. È stato utilizzato anche il metallo, soprattutto per i diabolo del fuoco. "La Parker Brothers ha utilizzato l'acciaio per le bobine [assi], con estremità in gomma stampata, e ha anche realizzato alcune versioni in celluloide cava, che, a causa delle sue proprietà 'senza attrito', girava anche più velocemente dell'acciaio." Fori e strisce di metallo alterano il suono del diabolo che gira, ma creano attrito.
Le dimensioni e il peso dei diabolo variano. I diabolo con più peso tendono a mantenere lo slancio più a lungo, mentre i diabolo piccoli e leggeri possono essere lanciati più in alto e sono più facili da accelerare ad alte velocità. I diabolo in gomma sono meno soggetti a rotture ma di più alle deformazioni. Più comunemente usati sono gli ibridi plastica-gomma che consentono la flessibilità ma mantengono la loro forma. La dimensione del disco o del cono varia, così come la presenza e la dimensione dei fori nei dischi o nei coni che possono alterare il suono prodotto. Negli yo-yo il cono è conosciuto come la forma a farfalla. Indipendentemente dalla presenza, dimensione e forma, "una volta che un diabolo gira, l'attrito del diabolo rotante contro la corda crea un suono lamentoso; questo è chiamato 'far cantare il diabolo.'" "Quando suonato forte, lo yo-yo [cinese] emetterà un suono acuto e stridulo... Il suono stridulo aggiungerebbe un'atmosfera emozionante ai festival [invernali di Shanghai]... Un giocatore abile può usare un coperchio [con manico rotondo] come yoyo [senza suono]." Un kouen-gen rotante veloce produce "un suono sibilante acuto... non dissimile dalla nota della sirena del vapore". Vengono utilizzati anche diabolos con una sola cavità ("monobolos").
L'asse può essere fisso o portante. Il primo non gira, mentre il secondo gira in una direzione. Le differenze notevoli tra i due includono l'attrito coinvolto, la quantità di tempo per cui il diabolo può girare e la tensione. Ci sono anche alcuni trucchi possibili solo con un tipo di asse.

## Principi di base
L'atto più elementare della manipolazione del diabolo è farlo girare sulla corda. "La corda è posizionata tra i cerchi, ma affinché il diabolo possa restare in equilibrio, deve mantenere un movimento rotatorio, proprio come uno yo-yo." Tuttavia, "è necessaria molta più abilità per far roteare un diabolo... rispetto allo yo-yo a cui assomiglia." "Diabolo richiede una pratica dura e competenze altamente sviluppate".

In genere, il giocatore tira la bacchetta con la mano dominante in modo che la corda si muova lungo l'asse, facendola girare. "Il giocatore...fa oscillare la corda a destra e a sinistra." Facendo questo ripetutamente e rapidamente il diabolo ruota più velocemente. La rotazione del diabolo può essere accelerata più rapidamente utilizzando vari metodi: la "frusta" ruota il diabolo più velocemente spostando una bacchetta davanti al corpo dell'utente e oltre l'altra bacchetta, l'"avvolgimento" ruota il diabolo più velocemente quando l'utente avvolge un anello della corda attorno all'asse. Entrambi i metodi aumentano la quantità di contatto delle corde con l'asse in un dato momento.
Per far girare la trottola, alzi e abbassi le bacchette alternativamente, con un rapido spostamento all'indietro della corda alla fine di ogni impulso di rotazione. Quando la velocità è abbastanza grande da stabilizzare la trottola in volo, basta separare i bastoncini per lanciarla in aria. Quando la bobina scende, la afferri su una corda inclinata e la lasci rotolare verso il basso, vicino a un'estremità. 
Una volta aumentata la velocità di rotazione a un livello sufficiente da rendere stabile il diabolo, l'utente può eseguire acrobazie. "Si dice che i giocatori più abili possano farlo girare a una velocità di 2.000 giri al minuto." A seconda del tempo necessario per eseguire un'acrobazia, l'utente dovrà normalmente dedicare un po' di tempo ad aumentare la velocità di rotazione del diabolo prima di eseguire altre acrobazie. Gli utenti esperti possono eseguire più acrobazie mantenendo la velocità di rotazione del diabolo. "Una persona esperta [può] prenderlo, lanciarlo cinquanta o sessanta piedi in aria (15-18 metri), poi riprenderlo con poco sforzo."

## Galleria d'immagini

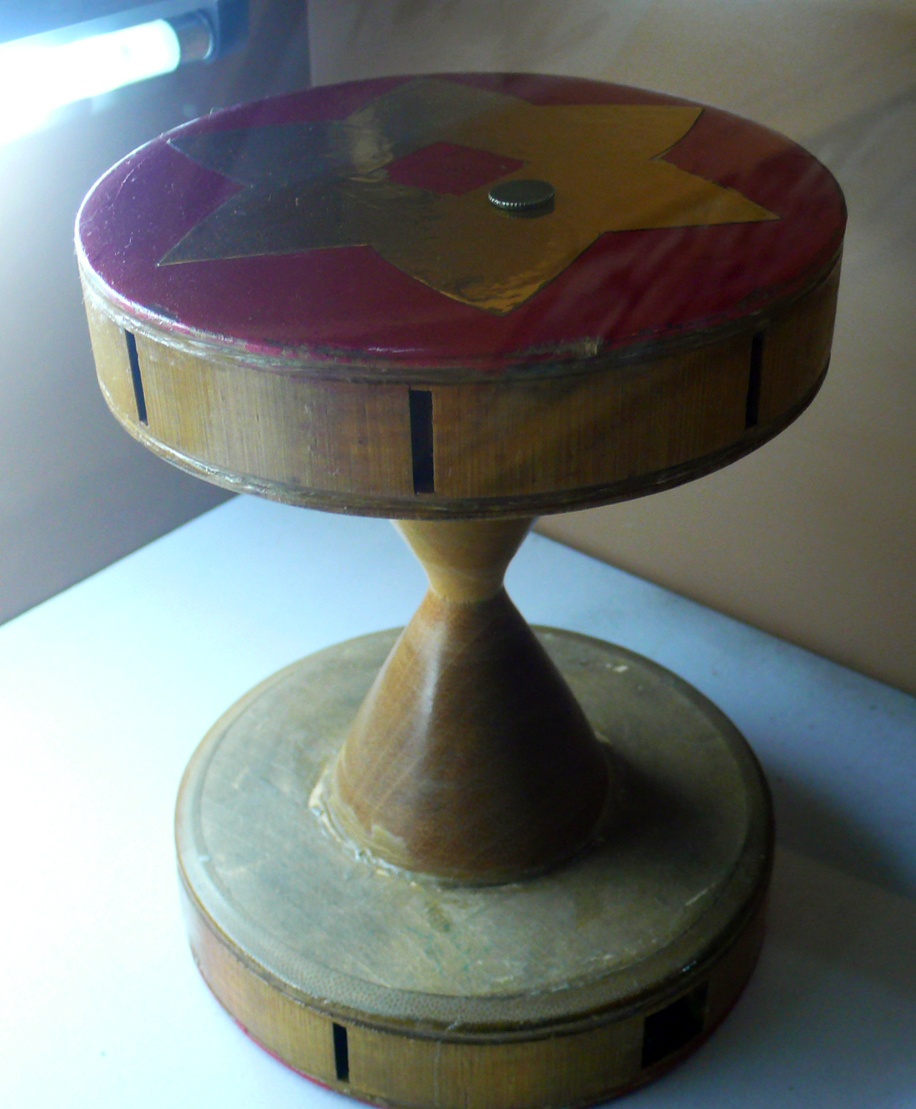
Diabolo cinese a doppio asse
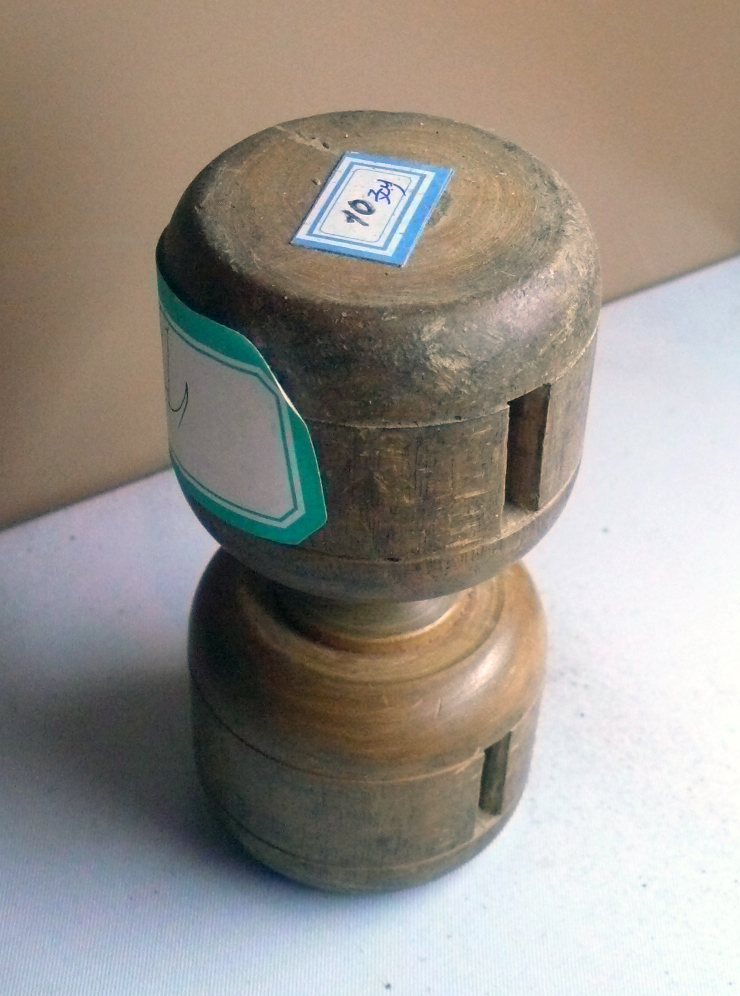
Un diabolo del Sichuanese
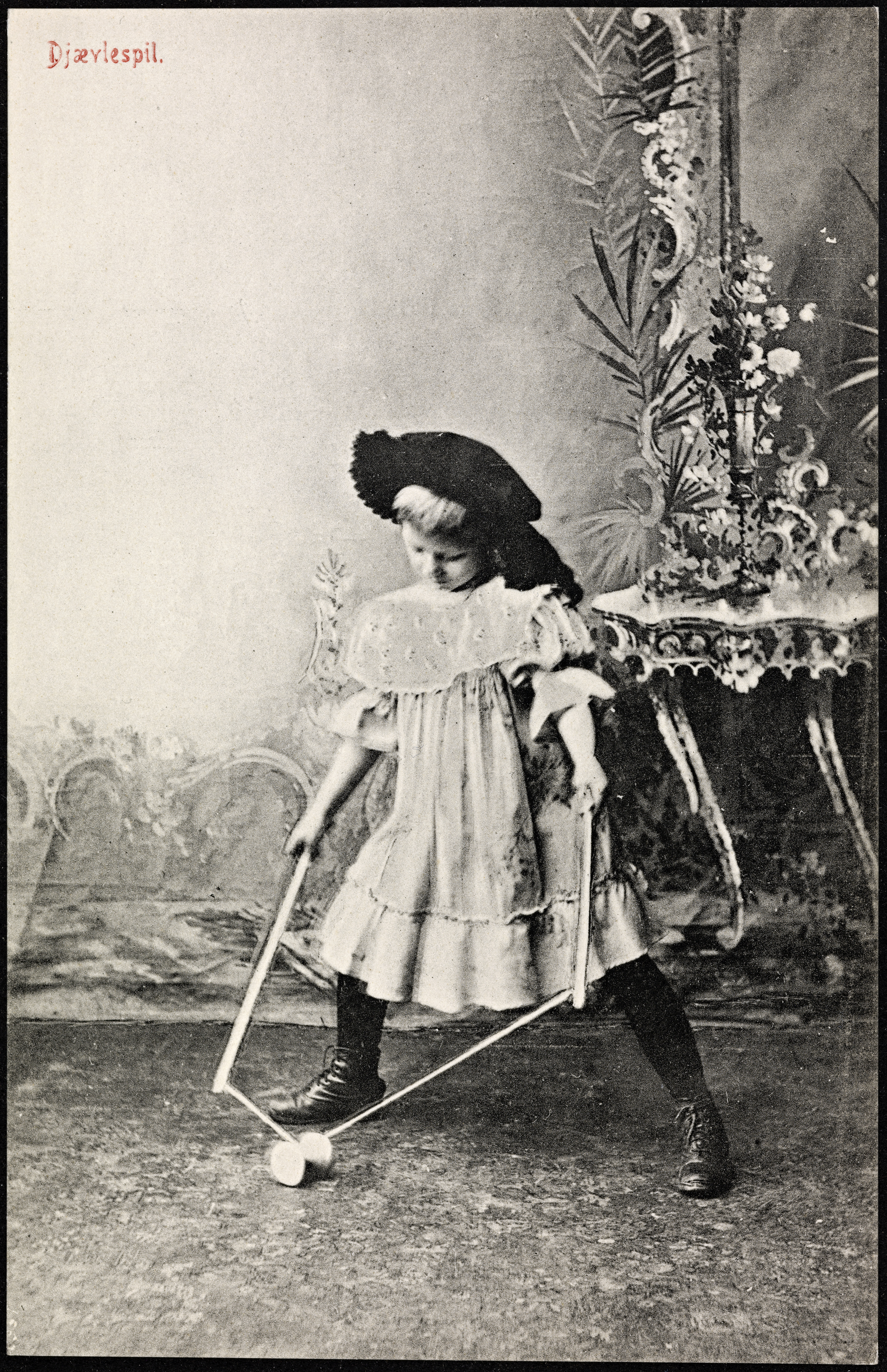
Cartolina antica: bambina con diabolo
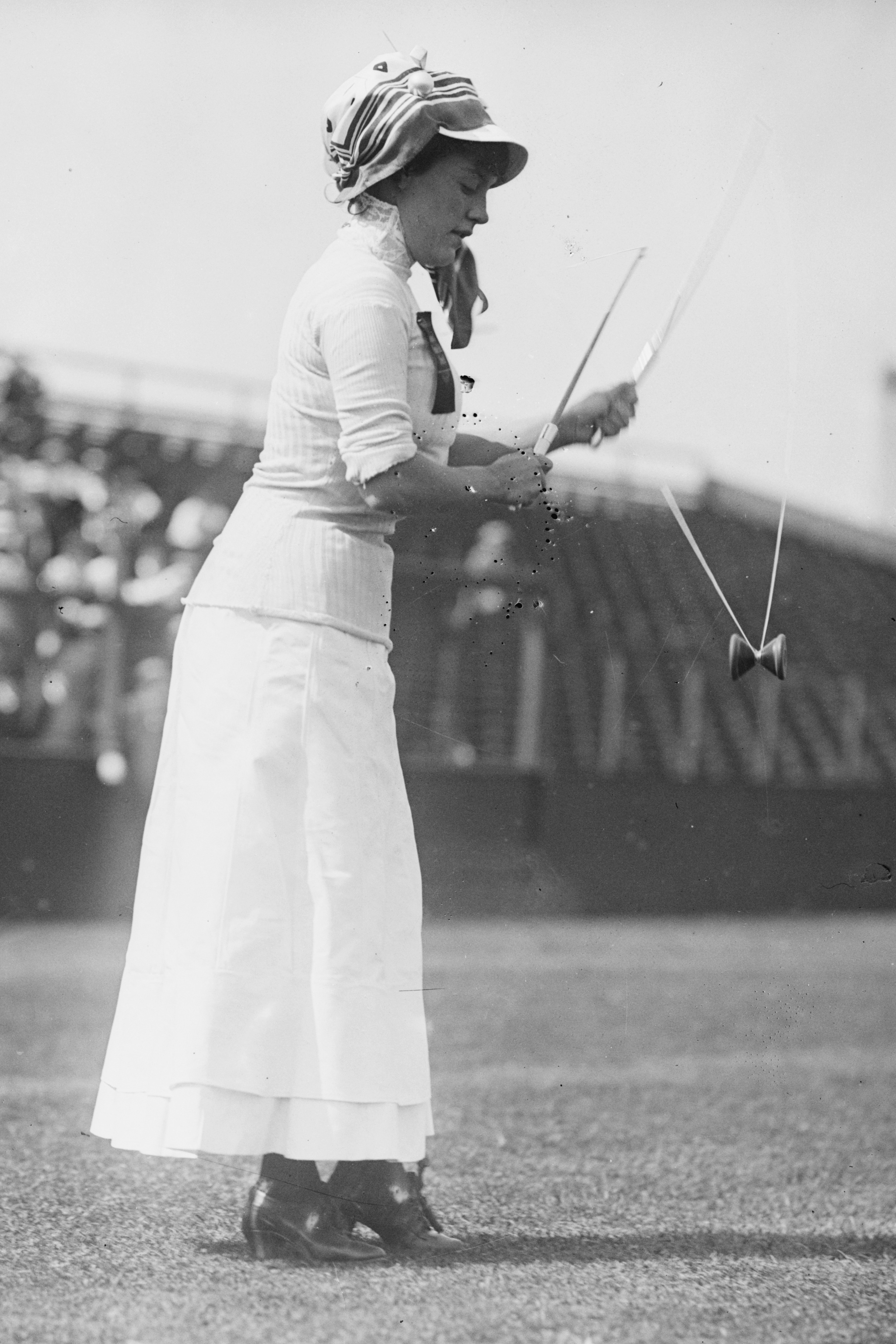
La nuotatrice Annette Kellerman, su un campo da gioco, mostra il diabolo. Su riviste del 1907 fu commercializzato come "Mefisto (la mania di tutte le nazioni)".
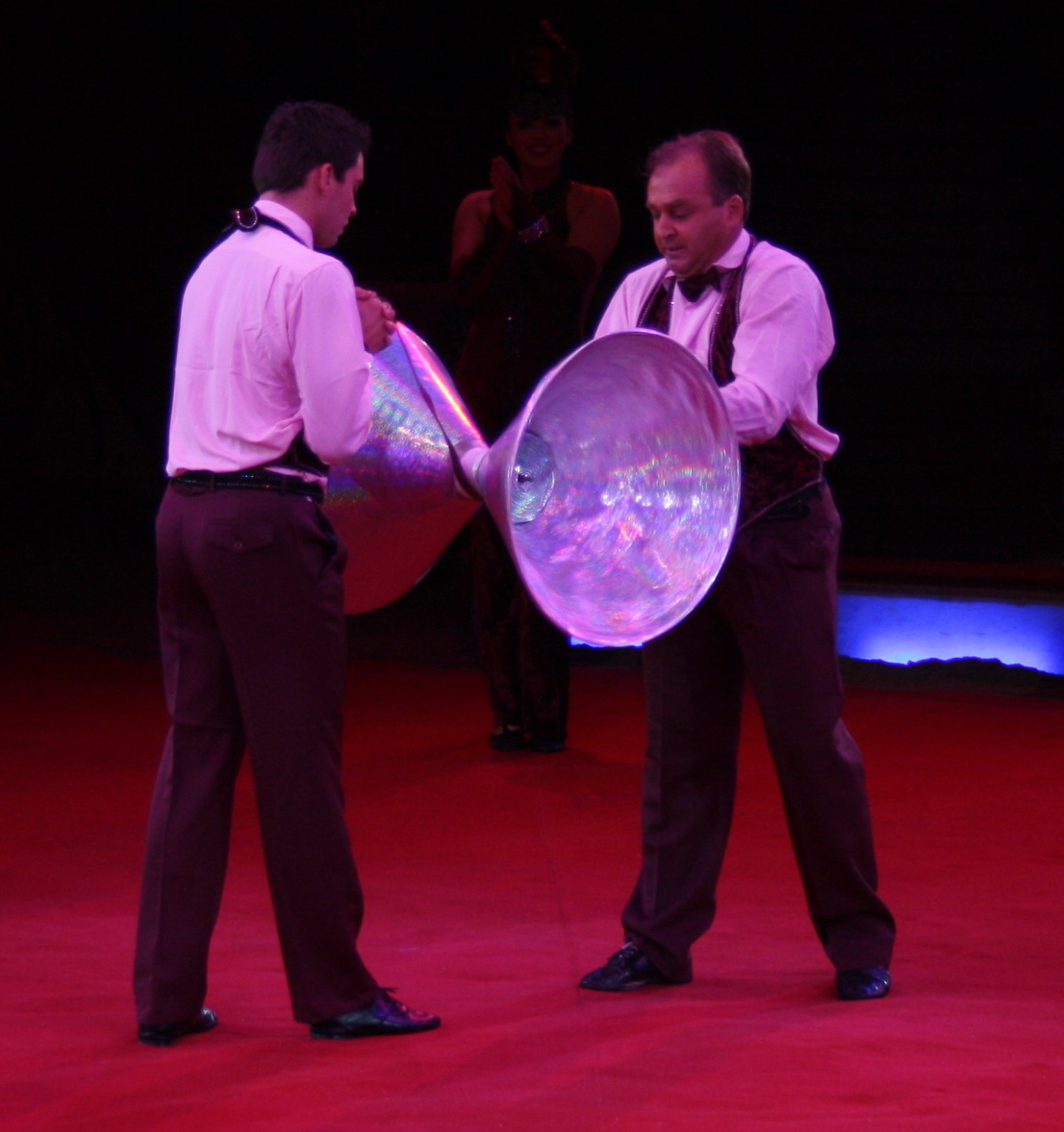
Anastasini Diabolos con un grande diabolo (2011)
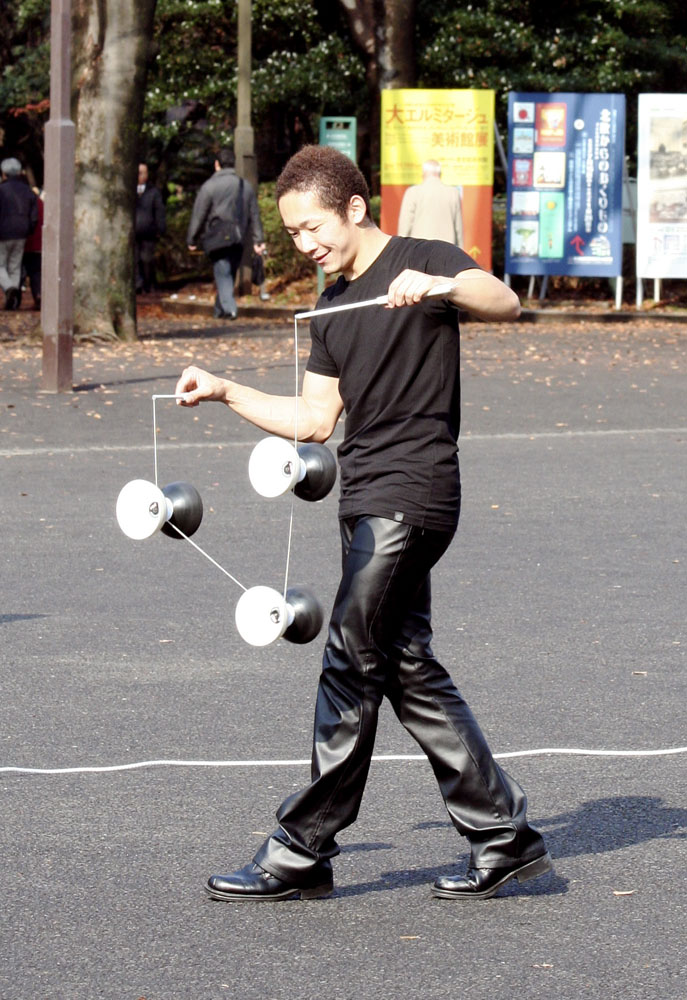
Un artista usa un triplo diabolo nel parco di Ueno